# بوكوس
بوكوس هي مكتبة لبيع الكتب على الإنترنت، تأسست عام 1997 ومقرها ستوكهولم في السويد. تركز الشركة على بيع الكتب عبر الإنترنت، مركزة نشاطها على السوق السويدية، ولكن منذ نوفمبر 2006 أصبحت تقدم خدماتها إلى بلدان أخرى.

## خلفية
تأسست الشركة في أغسطس 1997 بوكوس. في العام التالي تم بيع الشركة لشركة كي إف ميديا التي باعت في عام 2000 50٪ من الشركة إلى شركة بيرتلسمان الألمانية. في عام 2002 اشترت كي إف ميديا مرة أخرى حصة بيرتلسمان. لفترة كان يسمى الموقع بول. في خريف 2005 استحوذت الشركة على مبيعات أكاديميبوختندلن عبر الإنترنت ثم غيرت اسمها إلى أكاديميبوختندلن بوكوس. في سبتمبر 2006 استحوذت أيضًا على إكسليبريس، والذي حدث في نفس وقت شراء متاجر إكسليبريس الأربعة الفعلية في ستوكهولم. في عام 2007 كان لدى بوكوس 67 موظفًا وبلغ حجم مبيعاتها 393 مليون كرونة سويدية.
أصبحت بوكوس جزءًا من أكاديميبوختندلن في عام 2009، وفي 1 مارس 2014 أصبحت مملوكة بالكامل لشركة أكاديميبوختندلن إيه بي. منذ عام 2017 أصبحت مملوكة للمجموعة الصناعية فولاتي.
أطلقت بوكوس عددًا من تطبيقات الهاتف المحمول في عام 2010 لأجهزة الآيفون والأندرويد. يتم بيع الكتب الإلكترونية على موقع التجارة الإلكترونية ديتو. في مارس 2018 أطلقت بوكوس خدمة جديدة للكتب الصوتية اسمها بوكوس بلاي، وهي خدمة بث للكتب الصوتية عبر الإنترنت.
في يناير 2011 رشحت جائزة خدمة الويب بوكوس كواحد من أفضل مواقع التجارة الإلكترونية في السويد. تم ترشيح بوكوس في المنافسة أحد عشر عامًا على التوالي، وفاز بها أربع مرات.